# The Opposite of Sex - L'esatto contrario del sesso
The Opposite of Sex-L'esatto contrario del sesso (The Opposite of Sex) è un film del 1998 scritto e diretto da Don Roos.

## Trama
Dopo essere scappata di casa, la sedicenne ribelle Deedee raggiunge il fratellastro Bill, sconvolgendogli la vita. Bill è un tranquillo insegnante gay, che cerca di rifarsi una vita con Matt, dopo la morte per AIDS del compagno Tom. La sorella di quest'ultimo, Lucia, cerca di difendere Bill dalla sorellastra, della quale non si fida; infatti Deedee è attratta da Matt, lo circuisce convincendolo di non essere gay. Quando Deedee scopre d'essere incinta, attribuisce la paternità a Matt e lo convince a sottrarre una notevole somma di denaro a Bill, per scappare insieme. Ma le cose non vanno come previsto e nel piccolo paese, dove abitano, scoppia lo scandalo.

## Riconoscimenti
- 2 Independent Spirit Awards 1999: miglior sceneggiatura, miglior film d'esordio
- National Board of Review Awards 1998: miglior attrice non protagonista (Christina Ricci)
- Satellite Awards 1998: miglior attrice in un film commedia o musicale (Christina Ricci)